# نيكولاي توتشكوف
نيكولاي أليكسيفيتش توتشكوف (16 أبريل 1765 - 30 أكتوبر 1812، ياروسلافل) كان جنرالًا روسيًا في الحرب الروسية السويدية (1788-1790)، قمع انتفاضة كوسيوسكو ومعارضة الغزو الفرنسي لروسيا. ترقى إلى رتبة فريق وقائد فيلق مشاة.

## الحياة المهنية
خدم توتشكوف في معركة زيورخ الثانية في الفترة من 25 إلى 26 سبتمبر عام 1806، تولى قيادة الفرقة الخامسة من جيش بوكسهوفيدن الثاني بقيادة ميخائيل كامينسكي في بولندا، وخدم في معركة بولتوسك التي وقعت في 26 ديسمبر وفي هجوم يناير 1807 قاد ثلاث فرق (5، 7، 8)، والجناح الأيمن في إيلاو 7/8 فبراير 1807، حيث كانت قواته أول من شارك. أصبح قائداً لجبهة نارو في صيف نفس العام. في 11 يونيو، أجبر كلاباريد على الانسحاب من درينزيو وبوركي، لكن أندريه ماسينا أجبره على العودة في الثاني عشر. بعد سماعه نبأ الهزيمة في فريدلاند يوم 27، تخلى عن أوسترولينكا وتراجع في تيكوزين، وتم استبداله لاحقًا بتولستوي قبل توقيع معاهدة تيليست.
في عام 1808، تولى قيادة الفرقة الخامسة بقيادة بوكسهودين في فنلندا، وخدم في ريفولاكس، 27 أبريل. تمركز في كيوبيو، ثم أوقفه سانديلس في 15 أكتوبر.
كان نيكولاي قائدًا لثلاث فرق في والاشيا، حيث أُرسل جنوبًا لقيادة العمليات ضد تركيا في أواخر أغسطس 1811. في عام 1812 قاد الفيلق الثالث لجيش باركلي دي تولي الأول للغرب. قاتل في سمولينسك في 17 أغسطس، ثم هزم ميشيل ناي مع فورتمبيرغ في فالوتينا جورا (لوبينو) في التاسع عشر. تمركز على الجانب الأيسر في بورودينو في 7 سبتمبر، أصيب بجروح خطيرة في صدره وتوفي بعد ثلاثة أسابيع.
1. ↑  Petre p.180